# Universidade Comunitária da Região de Chapecó
A Universidade Comunitária da Região de Chapecó (UNOCHAPECÓ), é uma instituição de ensino superior comunitária brasileira, sendo uma das maiores e mais importantes do estado de Santa Catarina. Está localizada na cidade de Chapecó, Região Oeste do estado.